# Хоккейный клуб «Динамо» (Рига) в сезоне 1977/1978
«Динамо» (Рига) в сезоне 1977/78 — состав команды и статистика выступлений в сезоне 1977/78.

## Изменения в составе команды
После предыдущего сезона главный тренер Виктор Васильевич Тихонов был назначен главным тренером «ЦСКА» и сборной СССР. Вместе с Тихоновым в ЦСКА перешёл Хелмут Балдерис. Новым главным тренером рижского «Динамо» был назначен Эвалд Грабовский. В московское «Динамо» перешёл Михаил Шостак. Завершил карьеру игрока Александр Клиншов, в «Латвияс Берзс» перешёл Михаил Бескашнов. Из московского «Динамо» в Ригу вернулся Юрий Репс, из «Кристалла (Электросталь)» был приглашён Игорь Коржилов, в составе рижского «Динамо» также дебютировали защитники Агрис Фрейманис из «Латвияс Берзс» и Сергей Викулов.

## Состав команды и личная статистика игроков в чемпионате СССР

### Тренерский штаб
Главный тренер — Эвалд Грабовский.
Тренер — Юрий Антонов.

### Игроки команды
| №  | Имя              | Игр | Шайбы | ШМ |
| -- | ---------------- | --- | ----- | -- |
| 20 | Михаил Василёнок | 15  | 42    |    |
| 1  | Владимир Быстров | 23  | 93    |    |

| №  | Имя               | Игр | Шайбы | Пасы | Очки | ШМ |
| -- | ----------------- | --- | ----- | ---- | ---- | -- |
| 4  | Вячеслав Назаров  | 34  | 7     | 10   | 17   | 35 |
| 3  | Игорь Кобзев      | 3   | 0     | 0    | 0    | 0  |
| 16 | Валерий Одинцов   | 32  | 7     | 11   | 18   | 12 |
| 24 | Виктор Хатулев    | 30  | 7     | 12   | 19   | 64 |
| 5  | Агрис Фрейманис   | 12  | 1     | 0    | 1    | 8  |
|    | Владимир Сорокин  | 5   | 1     | 0    | 1    | 4  |
| 6  | Сергей Викулов    | 27  | 1     | 0    | 1    | 28 |
| 10 | Владимир Дурдин   | 36  | 2     | 2    | 4    | 22 |
| 11 | Владимир Крикунов | 36  | 3     | 2    | 5    | 37 |
|    | Виктор Соколов    | 15  | 1     | 0    | 1    | 6  |

| №  | Имя                  | Игр | Шайбы | Пасы | Очки | ШМ |
| -- | -------------------- | --- | ----- | ---- | ---- | -- |
| 15 | Пётр Воробьёв        | 31  | 15    | 15   | 30   | 40 |
| 21 | Михаил Денисов       | 36  | 8     | 17   | 25   | 7  |
| 17 | Владимир Серняев     | 36  | 14    | 7    | 21   | 10 |
| 7  | Анатолий Емельяненко | 34  | 11    | 10   | 21   | 12 |
| 9  | Юрий Репс            | 36  | 7     | 14   | 21   | 26 |
| 22 | Харальд Васильев     | 34  | 7     | 4    | 11   | 8  |
| 8  | Михаил Абалмасов     | 27  | 7     | 2    | 9    | 8  |
| 23 | Эдмунд Васильев      | 30  | 4     | 5    | 9    | 22 |
|    | Леонид Борзов        | 21  | 5     | 3    | 8    | 18 |
| 25 | Анатолий Антипов     | 32  | 3     | 1    | 4    | 18 |
| 26 | Александр Веселов    | 12  | 3     | 0    | 3    | 4  |
| 14 | Вячеслав Комраков    | 15  | 3     | 0    | 3    | 0  |
|    | Виталий Поляков      | 15  | 1     | 0    | 1    | 4  |
| 12 | Игорь Коржилов       | 24  | 0     | 1    | 1    | 14 |
|    | Игорь Петрушкин      | 4   | 0     | 0    | 0    | 0  |
|    | Владимир Назаренко   | 14  | 0     | 1    | 1    | 6  |

## Регламент и итоги 32-го чемпионата СССР
Никаких изменений в регламенте чемпионата СССР в высшей лиге по сравнению с предыдущим чемпионатом не произошло. 10 команд провели турнир в 4 круга, сыграв по 36 игр.

## Игры «Динамо» (Рига) в 32-м чемпионате СССР
В 32-м чемпионате СССР команда «Динамо» (Рига) заняла 6-е место в состязании 10 команд со следующими показателями:
| М | Команда         | И  | В  | Н | П  | Ш       | О  |
| - | --------------- | -- | -- | - | -- | ------- | -- |
| 6 | «Динамо» (Рига) | 36 | 13 | 8 | 15 | 118—135 | 34 |

—
Ниже представлены отчёты всех 36-и игр «Динамо» (Рига):
Каждый матч отмечен цветом в зависимости от результата:
  — Победа «Динамо» (Рига)
  — Ничья
  — Поражение «Динамо» (Рига)
| 1 октября 1977 года 1 тур | Динамо (Рига)                                                            | 2:1 (1:0, 0:1, 1:0) | СКА (Ленинград)                                  | Дворец спорта, Рига                |
|                           | Серняев (Денисов) 8' Комраков (Одинцов) 52' Штрафное время 6 мин. (3х2') | Отчёт               | Кузьмин (Боков) 27' Штрафное время 2 мин. (1х2') | Зрителей: 5000 Судья: Г. Григорьев |

| 4 октября 1977 года 2 тур | Динамо (Рига) | 5:2 (1:1, 2:1, 2:0) | Крылья Советов (Москва)                                              | Дворец спорта, Рига               |
|                           | Абалмасов 19' Емельяненко (Воробьёв) 34' Воробьёв 40' Серняев (Денисов) 47' Хатулев (Воробьёв) 51' Штрафное время 12 мин. (6х2') | Отчёт               | Лебедев 18' Климов (Терёхин) 32' Штрафное время 19 мин. (1х5', 7х2') | Зрителей: 5000 Судья: Н. Сапрыкин |

| 8 октября 1977 года 3 тур | ЦСКА (Москва) | 6:3 (1:1, 3:2, 2:0) | Динамо (Рига)                                                                     | Дворец спорта «Лужники», Москва    |
|                           | Петров (Харламов) 15' Петров (Фетисов) 21' Петров (Харламов) 25' Харламов (Бабинов) 30' Харламов (Петров) 52' Александров (Балдерис) 54' Штрафное время 14 мин. (7х2') | Отчёт               | Серняев 10' Борзов (Серняев) 27' Денисов 37' Штрафное время 16 мин. (1х10', 3х2') | Зрителей: 10 000 Судья: Ю. Ульянов |

| 12 октября 1977 года 4 тур | Спартак (Москва)                                    | 1:4 (0:2, 0:0, 1:2) | Динамо (Рига)                                                                                            | Дворец спорта «Лужники», Москва  |
|                            | Костылев (Куликов) 44' Штрафное время 6 мин. (3х2') | Отчёт               | Серняев (Борзов) 2' Серняев (Денисов) 6' Воробьёв (Хатулев) 42' Хатулев 54' Штрафное время 6 мин. (3х2') | Зрителей: 11 000 Судья: С. Гущин |

| 15 октября 1977 года 5 тур | Динамо (Рига)                                                                                         | 3:3 (0:1, 1:0, 2:2) | Химик (Воскресенск)                                                                             | Дворец спорта, Рига              |
|                            | Назаров (Емельяненко) 27' Комраков (Коржилов) 47' Денисов (Серняев) 55' Штрафное время 10 мин. (5х2') | Отчёт               | Крутов (Сапёлкин) 13' Жучок (Веригин) 45' Лаврентьев (Ляпкин) 55' Штрафное время 12 мин. (6х2') | Зрителей: 4500 Судья: В. Сорокин |

| 20 октября 1977 года 6 тур | Автомобилист (Свердловск)                                                        | 2:1 (1:0, 0:1, 1:0) | Динамо (Рига)                                           | Дворец спорта профсоюзов, Свердловск |
|                            | Рудаков (Панфилов) 11' Рудаков (Ермишин) 46' Штрафное время 13 мин. (1х5', 4х2') | Отчёт               | Емельяненко (Одинцов) 35' Штрафное время 14 мин. (7х2') | Зрителей: 4200 Судья: В. Кузнецов    |

| 23 октября 1977 года 7 тур | Динамо (Москва) | 8:2 (4:0, 1:2, 3:0) | Динамо (Рига)                                                             | Дворец спорта «Лужники», Москва    |
|                            | Природин (Филиппов) 12' Шостак (Тукмачёв) 16' Голубович (Девятов) 19' Мальцев (В. Голиков) 20' Мальцев 29' Голубович (Слипченко) 42' Билялетдинов (Вал. Назаров) 57' В. Голиков (Природин) 59' Штрафное время 4 мин. (2х2') | Отчёт               | Хатулев (Одинцов) 34' Воробьёв (Одинцов) 37' Штрафное время 6 мин. (3х2') | Зрителей: 12 000 Судья: А. Захаров |

| 30 октября 1977 года 8 тур | Торпедо (Горький)                                                                                          | 4:0 (0:0, 2:0, 2:0) | Динамо (Рига)                 | КРК «Нагорный», Горький          |
|                            | Кокурин (Мишин) 22' Рьянов (Шигонцев) 31' Скворцов 47' Шигонцев (Тарасов) 48' Штрафное время 6 мин. (3х2') | Отчёт               | Штрафное время 10 мин. (5х2') | Зрителей: 4300 Судья: В. Сорокин |

| 3 ноября 1977 года 9 тур | Трактор (Челябинск)                                              | 2:3 (1:1, 1:1, 0:1) | Динамо (Рига)                                                                                       | Дворец спорта «Юность», Челябинск |
|                          | Молчанов (Макаров) 13' Картаев 38' Штрафное время 12 мин. (6х2') | Отчёт               | Назаров (Воробьёв) 5' Назаров (Емельяненко) 31' Назаров (Хатулев) 41' Штрафное время 10 мин. (5х2') | Зрителей: 6000 Судья: А. Захаров  |

| 10 ноября 1977 года 10 тур | Динамо (Рига) | 7:4 (4:1, 0:2, 3:1) | СКА (Ленинград)                                                                                              | Дворец спорта, Рига               |
|                            | Воробьёв (Репс) 10' Хатулев 11' Воробьёв 14' Антипов 18' Воробьёв (Назаров) 41' Воробьёв (Хатулев) 52' Соколов (Воробьёв) 54' Штрафное время 12 мин. (6х2') | Отчёт               | Боков (Шкурдюк) 4' Кропотов 21' Дроздецкий (Касатонов) 31' Боков (Кузьмин) 52' Штрафное время 10 мин. (5х2') | Зрителей: 4 500 Судья: В. Осипчук |

| 13 ноября 1977 года 11 тур | Динамо (Рига) | 4:4 (2:1, 2:3, 0:0) | Спартак (Москва)                                                                                             | Дворец спорта, Рига               |
|                            | Воробьёв (Репс) 9' Емельяненко (Хатулев) 15' Х. Васильев (Хатулев) 22' Назаров (Репс) 36' Штрафное время 12 мин. (6х2') | Отчёт               | Шалимов (Кучеренко) 6' Якушев 29' Найдёнов (Куликов) 34' Костылев (Марков) 37' Штрафное время 14 мин. (7х2') | Зрителей: 5000 Судья: Ю. Карандин |

| 16 ноября 1977 года 12 тур | Химик (Воскресенск)                                                                                    | 3:7 (1:3, 0:2, 2:2) | Динамо (Рига) | Дворец спорта «Подмосковье», Воскресенск |
|                            | Алексеенко (Сапёлкин) 11' Лаврентьев (Крутов) 49' Ляпкин (Лаврентьев) 60' Штрафное время 6 мин. (3х2') | Отчёт               | Абалмасов (Репс) 4' Серняев (Денисов) 14' Назаров (Денисов) 20' Одинцов 29' Репс (Хатулев) 40' Комраков (Назаров) 59' Репс (Воробьёв) 60' Штрафное время 4 мин. (2х2') | Зрителей: 4 500 Судья: В. Осипчук        |

| 19 ноября 1977 года 13 тур | Крылья Советов (Москва)                                                                              | 4:3 (1:2, 2:1, 1:0) | Динамо (Рига)                                                                            | Дворец спорта «ЦСКА»              |
|                            | Лебедев (Расько) 5' Бодунов (Расько) 5' Глухов (Бодунов) 36' Климов 44' Штрафное время 6 мин. (3х2') | Отчёт               | Хатулев (Воробьёв) 4' Хатулев 17' Серняев (Емельяненко) 59' Штрафное время 6 мин. (3х2') | Зрителей: 1500 Судья: В. Кузнецов |

| 23 ноября 1977 года 14 тур | Динамо (Рига)                                                                                            | 3:3 (0:1, 3:2, 0:0) | ЦСКА (Москва)                                                     | Дворец спорта, Рига              |
|                            | Сорокин (Денисов) 27' Одинцов (Емельяненко) 31' Воробьёв (Репс) 33' Штрафное время 20 мин. (1х10', 5х2') | Отчёт               | Петров 20' Фетисов 26' Балдерис 27' Штрафное время 18 мин. (9х2') | Зрителей: 5000 Судья: Ю. Ульянов |

| 26 ноября 1977 года 15 тур | Динамо (Рига)                                                          | 2:3 (1:1, 0:2, 1:0) | Торпедо (Горький)                                                                         | Дворец спорта, Рига              |
|                            | Хатулев (Репс) 26' Одинцов (Воробьёв) 26' Штрафное время 6 мин. (3х2') | Отчёт               | Павлов (Вязов) 3' Павлов (Мишин) 33' Шигонцев (Скворцов) 35' Штрафное время 8 мин. (4х2') | Зрителей: 4500 Судья: В. Сорокин |

| 29 ноября 1977 года 16 тур | Динамо (Рига) | 4:1 (2:0, 1:0, 1:1) | Трактор (Челябинск)                                        | Дворец спорта, Рига            |
|                            | Емельяненко (Репс) 9' Абалмасов (Одинцов) 11' Крикунов (Абалмасов) 25' Назаров (Емельяненко) 59' Штрафное время 21 мин. (1х5', 8х2') | Отчёт               | Макаров (Махинько) 59' Штрафное время 19 мин. (1х5', 7х2') | Зрителей: 4500 Судья: С. Гущин |

| 18 января 1978 года 17 тур | Динамо (Рига)                                                                                     | 3:6 (0:1, 3:5, 0:0) | Динамо (Москва) | Дворец спорта, Рига               |
|                            | Абалмасов (Одинцов) 22' Емельяненко (Одинцов) 35' Репс (Назаров) 36' Штрафное время 8 мин. (4х2') | Отчёт               | Котлов (Гатаулин) 22' Семёнов 22' Шостак (Васильев) 25' Гатаулин (Котлов) 37' Мотовилов 38' Шостак 39' Штрафное время 10 мин. (5х2') | Зрителей: 4500 Судья: Н. Сапрыкин |

| 21 января 1978 года 18 тур | Динамо (Рига) | 5:5 (1:2, 2:0, 2:3) | Автомобилист (Свердловск)                                                                                              | Дворец спорта, Рига                 |
|                            | Емельяненко 6' Х. Васильев (Э. Васильев) 33' Абалмасов (Денисов) 35' Абалмасов (Серняев) 35' Емельяненко (Воробьёв) 56' Штрафное время 14 мин. (7х2') | Отчёт               | Щеглов 10' Шепелев (Щеглов) 15' Малько (Рудаков) 41' Синенко 56' Прокофьев (Дятлов) 58' Штрафное время 20 мин. (10х2') | Зрителей: 5 000 Судья: В. Никульцев |

| 25 января 1978 года 19 тур | Спартак (Москва)                                                                        | 3:5 (2:1, 0:3, 1:1) | Динамо (Рига) | Дворец спорта «Лужники», Москва     |
|                            | Баринев (Евстифеев) 7' Якушев 11' Шалимов (Канарейкин) 54' Штрафное время 6 мин. (3х2') | Отчёт               | Абалмасов (Денисов) 10' Хатулев (Емельяненко) 28' Борзов (Емельяненко) 34' Антипов (Х. Васильев) 39' Антипов (Х. Васильев) 47' Штрафное время 8 мин. (4х2') | Зрителей: 12 000 Судья: Н. Сапрыкин |

| 28 января 1978 года 20 тур | Динамо (Рига)                                                                               | 2:4 (0:1, 0:2, 2:1) | Химик (Воскресенск)                                                                                 | Дворец спорта, Рига             |
|                            | Серняев (Денисов) 49' Репс (Одинцов) 58' Денисов (Серняев) 55' Штрафное время 4 мин. (2х2') | Отчёт               | Жаров 14' Гусев 21' Крутов (Веригин) 45' Крутов (Савцилло) 56' Штрафное время 16 мин. (1х10', 3х2') | Зрителей: 4500 Судья: Ю. Брыкин |

| 31 января 1978 года 21 тур | Динамо (Рига) | 4:4 (0:1, 1:1, 3:2) | Трактор (Челябинск)                                                                                          | Дворец спорта, Рига               |
|                            | Воробьёв (Назаров) 31' Борзов (Х. Васильев) 50' Э. Васильев (Дурдин) 50' Денисов (Хатулев) 60' Штрафное время 8 мин. (4х2') | Отчёт               | Макаров 7' Белоусов (Пономарёв) 36' Шумаков (Белоусов) 44' Природин (Шорин) 50' Штрафное время 8 мин. (4х2') | Зрителей: 4500 Судья: Н. Резников |

| 4 февраля 1978 года 22 тур | СКА (Ленинград) | 6:5 (3:0, 1:2, 2:3) | Динамо (Рига) | Дворец спорта «Юбилейный», Ленинград |
|                            | Боков (Шкурдюк) 8' Солодухин 15' Дроздецкий (Солодухин) 20' Поздняков 35' Шкурдюк (Боков) 52' Дроздецкий 53' Штрафное время 10 мин. (5х2') | Отчёт               | Х. Васильев 21' Э. Васильев (Х. Васильев) 26' Серняев (Назаров) 43' Дурдин (Борзов) 52' Серняев (Денисов) 57' Штрафное время 14 мин. (7х2') | Зрителей: 6 800 Судья: В. Никульцев  |

| 7 февраля 1978 года 23 тур | Динамо (Рига) | 5:3 (2:0, 2:1, 1:2) | Динамо (Москва)                                                                           | Дворец спорта, Рига              |
|                            | Веселов (Назаров) 4' Крикунов 7' Дурдин 29' Борзов (Хатулев) 29' Денисов (Одинцов) 36' Штрафное время 19 мин. (1х5', 7х2') | Отчёт               | Голубович (Шостак) 30' Шостак (Голубович) 52' Голубович 58' Штрафное время 10 мин. (5х2') | Зрителей: 4500 Судья: В. Осипчук |

| 11 февраля 1978 года 24 тур | Автомобилист (Свердловск)                                                                | 3:3 (2:0, 0:1, 1:2) | Динамо (Рига)                                                                                   | Дворец спорта профсоюзов, Свердловск |
|                             | Шепелев (Прокофьев) 2' Рудаков (Татаринов) 16' Куликов 47' Штрафное время 12 мин. (6х2') | Отчёт               | Репс (Назаров) 27' Одинцов (Назаров) 52' Денисов (Репс) 53' Штрафное время 21 мин. (1х5', 8х2') | Зрителей: 4100 Судья: Н. Сапрыкин    |

| 14 февраля 1978 года 25 тур | Торпедо (Горький) | 5:1 (1:0, 2:0, 2:1) | Динамо (Рига)                                   | КРК «Нагорный», Горький           |
|                             | Скворцов (Фёдоров) 16' Павлов (Кокурин) 27' Скворцов (Фёдоров) 37' Вязов (Кокурин) 48' Скворцов (Ковин) 51' Штрафное время 6 мин. (3х2') | Отчёт               | Одинцов (Репс) 22' Штрафное время 6 мин. (3х2') | Зрителей: 4300 Судья: Ю. Карандин |

| 18 февраля 1978 года 26 тур | Динамо (Рига)                                                  | 2:1 (1:0, 0:0, 1:1) | Крылья Советов (Москва)                             | Дворец спорта, Рига            |
|                             | Викулов 7' Одинцов (Назаров) 60' Штрафное время 12 мин. (6х2') | Отчёт               | Бодунов (Лебедев) 50' Штрафное время 12 мин. (6х2') | Зрителей: 4500 Судья: С. Гущин |

| 21 февраля 1978 года 27 тур | Динамо (Рига)                                                              | 2:3 (2:0, 0:1, 0:2) | ЦСКА (Москва)                                                                                       | Дворец спорта, Рига                |
|                             | Емельяненко (Репс) 1' Воробьёв (Одинцов) 19' Штрафное время 10 мин. (5х2') | Отчёт               | Цыганков (Лобанов) 34' Балдерис (Жлуктов) 43' Капустин (Балдерис) 48' Штрафное время 12 мин. (6х2') | Зрителей: 4500 Судья: В. Никульцев |

| 27 февраля 1978 года 28 тур | Трактор (Челябинск) | 10:2 (2:2, 3:0, 5:0) | Динамо (Рига)                                                                        | Дворец спорта «Юность», Челябинск  |
|                             | Лапшин 2' Лапшин (Картаев) 3' С. Макаров 27' Егоркин 34' Природин (Тыжных) 35' Картаев (Н. Макаров) 42' Белоусов (Стариков) 45' Шумаков (С. Макаров) 45' Бородулин 48' Белоусов (Белов) 56' Штрафное время 30 мин. (2х5', 10х2') | Отчёт                | Борзов (Серняев) 12' Емельяненко (Денисов) 17' Штрафное время 42 мин. (2х10', 11х2') | Зрителей: 3200 Судья: В. Никульцев |

| 2 марта 1978 года 29 тур | Динамо (Рига)                 | 0:7 (0:2, 0:1, 0:4) | Спартак (Москва) | Дворец спорта, Рига                |
|                          | Штрафное время 10 мин. (5х2') | Отчёт               | Шадрин (Якушев) 1' Трунов (Баринев) 6' Шалимов (Шадрин) 36' Шадрин (Якушев) 45' Кожевников 48' Кожевников (Костылев) 51' Брагин (Кожевников) 55' Штрафное время 30 мин. (1х10', 10х2') | Зрителей: 4500 Судья: Г. Григорьев |

| 6 марта 1978 года 30 тур | Химик (Воскресенск)                                                                                   | 3:5 (1:1, 0:2, 2:2) | Динамо (Рига) | Дворец спорта «Подмосковье», Воскресенск |
|                          | Лаврентьев (Давыдкин) 6' Ерхов (Алексеенко) 52' Алексеенко (Павлов) 60' Штрафное время 12 мин. (6х2') | Отчёт               | Фрейманис (Емельяненко) 8' Воробьёв (Репс) 32' Емельяненко (Репс) 34' Серняев (Денисов) 42' Х. Васильев 48' Штрафное время 16 мин. (8х2') | Зрителей: 2115 Судья: Ю. Брыкин          |

| 10 марта 1978 года 31 тур | ЦСКА (Москва) | 6:3 (2:3, 0:0, 4:0) | Динамо (Рига)                                                                                  | Дворец спорта «Лужники», Москва   |
|                           | Петров (Михайлов) 8' Волчков (Анисин) 12' Фетисов (Петров) 42' Волчков (Варнаков) 43' Петров (Харламов) 48' Жлуктов (Капустин) 50' Штрафное время 19 мин. (1х5', 7х2') | Отчёт               | Воробьёв 10' Репс (Воробьёв) 15' Емельяненко (Хатулев) 18' Штрафное время 11 мин. (1х5', 3х2') | Зрителей: 7000 Судья: Ю. Карандин |

| 13 марта 1978 года 32 тур | Динамо (Москва)                                                                                         | 3:3 (0:2, 2:1, 1:0) | Динамо (Рига)                                                                        | Дворец спорта «Лужники», Москва  |
|                           | Мальцев (Природин) 25' Семёнов (Голубович) 16' В. Голиков (А. Голиков) 42' Штрафное время 6 мин. (3х2') | Отчёт               | Серняев (Воробьёв) 6' Поляков 6' Денисов (Антипов) 30' Штрафное время 12 мин. (6х2') | Зрителей: 6200 Судья: В. Сорокин |

| 16 марта 1978 года 33 тур | Динамо (Рига) | 4:1 (1:0, 2:0, 1:1) | Торпедо (Горький)                               | Дворец спорта, Рига              |
|                           | Репс (Денисов) 17' Веселов (Воробьёв) 27' Х. Васильев (Э. Васильев) 31' Денисов 17' Штрафное время 17 мин. (1х5', 6х2') | Отчёт               | Фёдоров (Мишин) 3' Штрафное время 6 мин. (3х2') | Зрителей: 4500 Судья: Н. Морозов |

| 19 марта 1978 года 34 тур | Динамо (Рига)                                                                                           | 3:4 (1:1, 1:1, 1:2) | Автомобилист (Свердловск)                                                                                        | Дворец спорта, Рига              |
|                           | Одинцов (Назаров) 13' Серняев (Денисов) 36' Х. Васильев (Э. Васильев) 58' Штрафное время 12 мин. (6х2') | Отчёт               | Рудаков (Малько) 10' Малько (Глотов) 28' Ермишин (Малько) 41' Шепелев (Глотов) 56' Штрафное время 18 мин. (9х2') | Зрителей: 4500 Судья: А. Захаров |

| 23 марта 1978 года 35 тур | Крылья Советов (Москва)                                                                                              | 4:4 (1:2, 2:0, 1:2) | Динамо (Рига)                                                                                                 | Дворец спорта «Лужники», Москва |
|                           | Тюрин (Лебедев) 6' Капустин (Тюменев) 25' Лебедев (Вахрушев) 32' Лебедев (Вахрушев) 50' Штрафное время 2 мин. (1х2') | Отчёт               | Воробьёв (Репс) 9' Серняев (Денисов) 18' Воробьёв (Серняев) 52' Э. Васильев) 53' Штрафное время 4 мин. (2х2') | Зрителей: 5500 Судья: С. Гущин  |

| 26 марта 1978 года 36 тур | СКА (Ленинград)                                                                                    | 3:4 (1:1, 1:3, 1:0) | Динамо (Рига) | Дворец спорта «Юбилейный», Ленинград |
|                           | Малюгин (Касатонов) 7' Андреев (Солодухин) 21' Чучин (Поздняков) 58' Штрафное время 10 мин. (5х2') | Отчёт               | Э. Васильев (Х. Васильев) 11' Крикунов (Воробьёв) 33' Веселов (Дурдин) 36' Х. Васильев 40' Штрафное время 8 мин. (4х2') | Зрителей: 6000 Судья: В.Домбровский  |

### Комментарии
1. ↑  Сумма игр вратарей превышает количество матчей в чемпионате из-за замены вратаря в ходе матча.